# Julio César Turbay Ayala

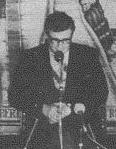
Julio César Turbay Ayala

Julio César Turbay Ayala (* 18. Juni 1916 in Bogotá; † 13. September 2005 ebenda) war ein kolumbianischer Politiker und vom 4. Juni 1978 bis zum 31. Mai 1982 Präsident Kolumbiens.

## Leben
Julio César Turbay Ayala war das jüngste von sechs Kindern von Antonio Amín Turbay, einem libanesischen Einwanderer, und dessen Frau Rosaura Ayala, einer Bäuerin. Er besuchte die Schule bis zum Gymnasialabschluss (Bachiller), studierte aber aufgrund der finanziellen Verhältnisse der Familie nicht. Wegen seiner fehlenden akademischen Bildung wurde er von der kolumbianischen politischen Elite und in den Medien als ungebildet dargestellt. Seine Schwester Hortensia, die Juristin geworden war, gab ihr juristisches Wissen jedoch an ihn weiter.
Turbay Ayala war zweimal verheiratet; zuerst ab 1948 mit Nidia Quintero Turbay, mit der er vier Kinder (Julio César, Diana (†), Claudia und María Victoria) bekam; und seit 1986 mit Amparo Canal.

### Politische Karriere
Turbay Ayala war Mitglied und später auch Vorsitzender der kolumbianischen liberalen Partei (Spanisch Partido Liberal Colombiano). Seine politische Karriere begann er mit 21 Jahren als Bürgermeister von Girardot; 1938 bis 1942 war er Mitglied des Regionalparlaments der Provinz Cundinamarca.
1943 bis 1949 war Turbay Ayala Mitglied des Repräsentantenhauses im kolumbianischen Parlament, dem er zeitweise vorstand. Nach der Auflösung des Parlaments 1949 arbeitete er für einen oppositionellen Radiosender; von 1957 bis 1958 war er Bergbau- und Energieminister in der Regierung des Diktators Gustavo Rojas Pinilla, dann bis 1961 Außenminister seines Landes und von 1962 bis 1969 gehörte er dem Senat, der zweiten Kammer des Kongresses der Republik Kolumbien, an.
Ende der 1960er Jahre begann Turbay Ayalas Karriere im Diplomatischen Dienst; er wurde 1967 zum kolumbianischen Botschafter bei der UNO ernannt (bis 1969), darauf folgten Ernennungen als Botschafter im Vereinigten Königreich (1973–1975) und in den Vereinigten Staaten (1975–1976).

### Präsidentschaft
1978 gewann Turbay Ayala die Präsidentschaftswahlen knapp gegen den konservativen Kandidaten Belisario Betancur Cuartas und löste Präsident Alfonso López Michelsen im Amt ab.
Während seiner Präsidentschaft kam es 1980 zur Besetzung der dominikanischen Botschaft in Bogotá durch Rebellen der Gruppe M-19. Dabei wurden 80 Menschen für 61 Tage als Geiseln genommen, darunter 16 Botschafter der USA, Costa Rica, Mexiko, Peru, Israel und Venezuela. Dementsprechend groß war der Medienwirbel um dieses Ereignis, und die Nachrichtenwelt blickte nach Kolumbien.
Ayala vermied es trotz des Drucks der militärischen und politischen Sektoren, die Krise durch den Einsatz militärischer Gewalt zu lösen und stimmte schließlich zu, die M-19 nach Kuba reisen zu lassen. Angeblich empfingen die Rebellen eine Million US-Dollar als Zahlung, anstelle der ursprünglich geforderten 50 Millionen, die sie von der kolumbianischen Regierung für die Freilassung der Geiseln verlangt hatten. Diese Konfliktlösung wird heute noch von Historikern wie z. B. als herausragende Leistung der Regierung Ayalas betrachtet.
Am 23. März 1981 unterbrach Turbay Ayala die diplomatischen Beziehungen Kolumbiens zu Kuba, nachdem kolumbianische Rebellen ausgesagt hatten, von Fidel Castro mit Geld und Ausbildung unterstützt worden zu sein. Während des Krieges um die Falkland-Inseln stellte sich Turbay Ayala als einziger lateinamerikanischer Präsident nicht auf die Seite Argentiniens.
Während der Amtszeit Turbay Ayalas wurde die kolumbianische Kohleförderung ausgebaut; weitere Projekte seiner Regierung waren die Einführung des Farbfernsehens, der Bau des Flughafens in Medellín und der Bau der Autobahn zwischen Medellín und Bogotá.

### Nach 1982
Julio César Turbay Ayala blieb auch nach Ende seiner Präsidentschaft politisch aktiv. Er war im diplomatischen Dienst, so war er ab 1987 Botschafter beim Heiligen Stuhl. Zwischen 1990 und 1994 wurde er zum zweiten Mal zum Vorsitzenden der liberalen Partei gewählt und begleitete in dieser Funktion die Präsidentschaften von César Gaviria Trujillo und Ernesto Samper Pizano. 
Am 30. August 1990 wurde seine Tochter, Diana Turbay Quintero, durch eine von dem Drogenhändler Pablo Escobar gegründete mafiöse Gruppierung, los extraditables (spanisch „die Auslieferbaren“) entführt, die versuchte, die kolumbianische Gesetzgebung zu beeinflussen, damit ihre Mitglieder nicht wegen Drogenhandels an die USA ausgeliefert werden konnten. Diana Turbay Quintero wurde am 25. Januar 1991 nach einer versuchten Befreiung ermordet.
In den letzten Lebensjahren machte sich Julio César Turbay Ayala für die umstrittene Wiederwahl des amtierenden kolumbianischen Präsidenten Álvaro Uribe Vélez stark.